# Paullinia subauriculata
Paullinia subauriculata är en kinesträdsväxtart som beskrevs av L. Radlk.. Paullinia subauriculata ingår i släktet Paullinia och familjen kinesträdsväxter. Inga underarter finns listade i Catalogue of Life.